# Maria Quarra
Maria Quarra (Nápoles, 26 de enero de 1965) es una deportista italiana que compitió en vela en la clase 470.
Ganó una medalla de bronce en el Campeonato Mundial de 470 de 1992 y una medalla de plata en el Campeonato Europeo de 470 de 1992. Participó en los Juegos Olímpicos de Barcelona 1992, ocupando el séptimo lugar en la clase 470.

## Palmarés internacional
| \| Campeonato Mundial \| Campeonato Mundial \| Campeonato Mundial \| Campeonato Mundial \| \| Año \| Lugar \| Medalla \| Clase \| \| ------------------ \| -------------------- \| ------------------ \| ------------------ \| \| 1992 \| Rota (España) \| Medalla de bronce \| 470 \| \| Campeonato Europeo \| \| \| \| \| Año \| Lugar \| Medalla \| Clase \| \| 1992 \| Nieuwpoort (Bélgica) \| Medalla de plata \| 470 \| |                      |                   |       |
| Campeonato Mundial |                      |                   |       |
| Año | Lugar                | Medalla           | Clase |
| 1992 | Rota (España)        | Medalla de bronce | 470   |
| Campeonato Europeo |                      |                   |       |
| Año | Lugar                | Medalla           | Clase |
| 1992 | Nieuwpoort (Bélgica) | Medalla de plata  | 470   |